# Dream of a Rarebit Fiend
Dream of a Rarebit Fiend je americký němý film z roku 1906. Režiséry jsou Wallace McCutcheon (1858/1862–1918) a Edwin S. Porter (1870–1941). Film trvá zhruba 6 minut.

## Děj
Film zachycuje muže, jak se v restauraci přejí velšským králíkem s vínem. Když dorazí domů a ulehne do postele, čeká ho noční můra, která ho probudí.